# پاکستانی‌ها
پاکستانی‌ها یا پاکستانی (اردو: پاکستانی قوم) به مردم جمهوری اسلامی پاکستان گفته می‌شود.

## اجداد
پاکستان به دلیل اینکه از نظر محل عبور و مرور اعراب و ایرانیان به شبه قاره بوده، از نظر اجدادی به ایرانیان، اعراب و هندی‌ها شباهت دارند.